# Becky Dyroen-Lancer
Rebekah „Becky“ Dyroen-Lancer (* 19. Februar 1971 in San José, Kalifornien als Becky Dyroen) ist eine ehemalige US-amerikanische Synchronschwimmerin.

## Erfolge
Becky Dyroen-Lancer wurde mit einem Herzfehler geboren und musste sich im Alter von fünf Jahren deshalb einer Operation unterziehen. Einige Jahre später begann sie mit dem Synchronschwimmen und gehörte ab 1988 der US-amerikanischen Nationalmannschaft an. 1991 gewann sie schließlich ihre ersten internationalen Medaillen. So sicherte sie sich bei den Panamerikanischen Spielen in Havanna im Solo die Goldmedaille und wurde in Perth mit der Mannschaft Weltmeisterin. 1994 gelangen ihr im Solo, im Duett  mit Jill Sudduth und im Mannschaftswettbewerb mit der US-amerikanischen Équipe der Weltmeisterschaften 1994 in Rom gleich drei Titelgewinne. Drei weitere Goldmedaillen gewann sie im Solo, mit Sudduth im Duett und der US-amerikanischen Synchronmannschaft bei den Panamerikanischen Spielen 1995 in Mar del Plata. In der Mannschaftskonkurrenz verwiesen die US-Amerikanerinnen dabei Kanada auf Rang zwei und Mexiko auf Rang drei. Dyroen-Lancer und Sudduth setzten sich gegen die Duos aus Kanada und Mexiko durch.
In Atlanta gewann Dyroen-Lancer im Solo, mit der Mannschaft und im Duett mit Jill Sudduth 1995 außerdem dreimal Gold beim Weltcup. Bei den Olympischen Spielen 1996 in Atlanta gehörte Dyroen-Lancer als Mannschaftskapitänin ebenfalls zum Aufgebot der Vereinigten Staaten im Mannschaftswettbewerb. Zusammen mit Tammy Cleland, Jill Sudduth, Emily LeSueur, Heather Pease, Jill Savery, Nathalie Schneyder, Heather Simmons-Carrasco, Suzannah Bianco und Margot Thien gelang ihr mit 99,720 Punkten das beste Ergebnis des Wettkampfs, womit die US-Amerikanerinnen Olympiasiegerinnen wurden. Sie erhielten vor den Kanadierinnen, die mit 98,367 Punkten Silber gewannen, und vor den mit 97,753 Punkten drittplatzierten Japanerinnen die Goldmedaille. Ein Wettbewerb im Duett gehörte im Gegensatz zu den Olympischen Spielen davor und danach nicht zum Programm der Spiele in Atlanta. Die Spiele waren zudem ihre letzten internationalen Wettkämpfe. Im Laufe ihrer Karriere blieb sie zwischen 1993 und 1997 im Duett mit Jill Sudduth unbesiegt.
In der Filmkomödie Austin Powers – Spion in geheimer Missionarsstellung wirkte Dyroen-Lancer als Choreographin einer Synchronschwimm-Szene mit, bei der ihre Mannschaftskameradinnen Margot Thien und Jill Savery einen Kurzauftritt als Synchronschwimmerinnen hatten. Zwischen 2000 und 2005 trat sie in Las Vegas unter anderem neben Suzannah Bianco mit dem Cirque du Soleil in der Show „O“ auf. Im Anschluss begann sie als Trainerin im Synchronschwimmen zu arbeiten, ehe sie ab 2015 als Lehrerin in Florida tätig wurde. 2004 wurde Dyroen-Lancer in die International Swimming Hall of Fame aufgenommen. Sie ist verheiratet und hat zwei Kinder.